# Mario Cantaluppi
Mario Cantaluppi (Schlieren, Suiza, 11 de abril de 1974) es un futbolista suizo. Jugó de defensa y actualmente es el técnico interino del Servette Football Club Genève de Suiza.

## Selección nacional
Fue internacional con la Selección de fútbol de Suiza, jugó 22 partidos internacionales y anotó 4 goles.

## Clubes
| Club                    | País     | Año       |
| ----------------------- | -------- | --------- |
| Grasshopper-Club Zürich | Suiza    | 1990-1994 |
| FC Basel                | Suiza    | 1994-1996 |
| Servette FC             | Suiza    | 1996-1998 |
| FC Basel                | Suiza    | 1998-2004 |
| 1. FC Nuremberg         | Alemania | 2004-2006 |
| FC Lucerne              | Suiza    | 2006-2008 |
| Sint-Truidense          | Bélgica  | 2008-2009 |
| SC Buochs               | Suiza    | 2010      |